# Хонджон (ван Корьо)
Хонджон (кор. 헌종, 獻宗, Heonjong, Hŏnjong); ім'я при народженні Ван Ук (кор. 왕욱, 王昱, Wang Uk, Wang Uk; 1 серпня 1084 — 6 листопада 1097) — корейський правитель, чотирнадцятий володар Корьо.
Був старшим сином і спадкоємцем вана Сонджона, зійшов на трон після смерті батька 1094 року.
Вже в перший рік правління малолітнього вана в його володіннях спалахнуло повстання, яке втім було швидко придушено. Наступного року Хонджон захворів і передав правління своєму дядькові, який після смерті Хонджона 1097 року зійшов на трон під ім'ям Сукчон.